# Les Clandestines
Pour plus de détails, voir Fiche technique et Distribution.
Les Clandestines est un film français réalisé par Raoul André et sorti en 1954.

## Synopsis
Deux personnes ignorant tout l'une de l'autre vont se rencontrer : Pierre Beutin et Véronique Gaudin. Pierre sort de prison et Véronique est une jeune mannequin qui vient de perdre son travail.
Pierre découvre que son grand père s'est pendu l'année précédente après avoir été compromis dans une affaire de drogue et prostitution dans laquelle Véronique va se trouver aussi piégée.
Pierre enquête et découvre le réseau dirigé par Louis d'Osterkoff.

## Fiche technique
- Titre : Les Clandestines
- Réalisation : Raoul André, assisté de Tony Saytor  et Jean Léon
- Scénario et dialogue : Raymond Caillava adapté d'après son roman éponyme
- Décors : Louis Le Barbenchon
- Costumes : Henriette Ridard et Renée Rouzot
- Photographie : Roger Fellous  et Henri Thibault
- Son : Pierre-Henri Goumy
- Montage : Gabriel Rongier
- Musique : Daniel Lesur
- Production : Raymond Logeart et Jean Lefait
- Société de production : Vascos Films
- Société de distribution : Mondial Films
- Pays :  France
- Langue originale : français
- Format : Noir et blanc - 1,37:1 - Son mono  - 35 mm
- Genre : Drame
- Durée : 92 minutes
- Dates de sortie :	
  - France : 18 octobre 1954 (selon imdb) - 25 février 1955 (selon bifi)

Sources : Bifi et IMDb
- Affiche : Claire Finel (France)

## Distribution
- Nicole Courcel : Véronique Gaudin
- Philippe Lemaire : Pierre Beutin
- Maria Mauban : Madame Baduel
- Dominique Wilms : Éliane
- Michèle Philippe : Colette Larieux
- Alexander D'Arcy : Louis d'Osterkoff
- André Roanne : Grégoire Girault
- Roger Canuto : Maître Larieux
- Robert Chandeau : Le policier
- Gisèle Grandpré
- Paul Demange : Gustave, le barman
- Simone Berthier : Monique
- Yoko Tani : La chinoise
- Betty Stresa
- Jacques Muller
- Anne-Marie Mersen
- Simone Logeart
- Danielle Mérange
- Don Ziegler : Un client
- Laurent Dauthuille
- Colette Ricard
- Daniel Cauchy
- Claude Dauphin : lui-même (courte apparition)
- Louis Jourdan : lui-même (courte apparition)

## Autour du film
Le film a été tourné dans les studios de Billancourt, Hauts-de-Seine. Le tournage a commencé le 6 juillet 1954 et a été terminé le 9 août 1954 (selon bifi).